# Route nationale 14 (France)
Pour les articles homonymes, voir N14 et Route nationale 14.

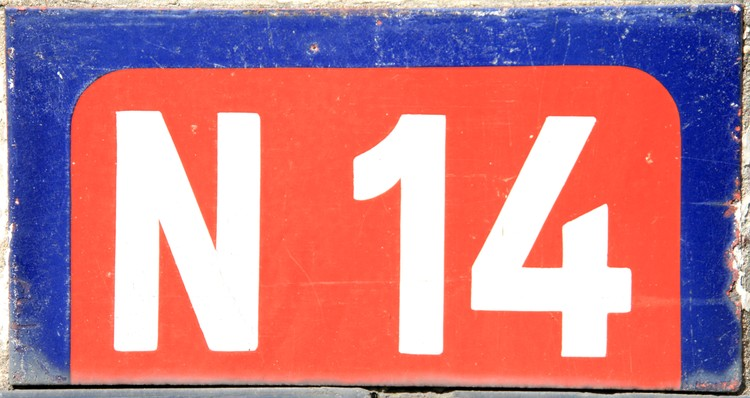
Cartouche de la N 14

La route nationale 14, ou RN 14, était une route nationale française  reliant Paris à Rouen. Elle correspondait à un des itinéraires historiques reliant les deux villes, dénommé chemin d’en haut sur la Carte de Cassini, l’itinéraire empruntant la vallée de la Seine étant dénommé chemin d’en bas. Elle reprenait alors quelque peu le tracé romain de la Chaussée Jules César, reliant Lutèce à Juliobona (aujourd’hui, Lillebonne), en passant par Rotomagus (Rouen) mais était constituée surtout par des déviations successives.
C'est en 1824 que l'on créa la route nationale 14 suivant ce tracé. Mais à l'époque, on décida que la nationale 14 desservirait aussi Yvetot et Le Havre. Dans les années 1950, ce tronçon supplémentaire fut transféré à la RN 13BIS nouvellement créée, puis, lors des déclassements des années 1970, à la route nationale 15, numéro qu'elle portait encore à la veille des grands déclassements de 2006.
En 2015, il était prévu que la route soit presque intégralement reversée aux départements qu'elle traversaient, mais le Conseil départemental de la Seine-Saint-Denis n'a pas renommé sa section. La portion située entre Saint-Gratien et Saint-Clair-sur-Epte s'appelle désormais D 14, la partie concernant l'Eure et la Seine-Maritime étant renumérotée D 6014. Il ne reste désormais que la déviation de Puiseux-Pontoise dans le prolongement de l'A15, qui n'a pas été déclassée. Cette section de 6 km n'est pas le tracé d'origine de la RN14, rôle dévolu à la D14, mais une déviation, pour éviter la traversée de Puiseux-Pontoise, engendrant du bruit et de la pollution.
La section Cergy – Magny-en-Vexin de la RD 14 dans le Val-d'Oise a été mise à 2×2 voiesen 2005  en créant une nouvelle chaussée vers le Nord, Cléry-en-Vexin ayant été contournée également par le Nord à cette occasion.

## Les branches de la RN 14
En plus de la RN 14, il y avait également une RN 14A joignant la RN 1 à Saint-Denis (place du Général-Leclerc) à la RN 14 à Épinay-sur-Seine (Carrefour des Mobiles). C'est devenu la RN 214.
Dans le département de l'Eure il existe une RD 14BIS reliant Gisors à Écouis. Elle correspond à l'ancienne RN 14BIS créée également en 1824 et déclassée dans les années 1970.
Dans la côte de Bonsecours, à la sortie de Rouen, il y avait une RN 14C qui suivait une pente moins forte. Elle est devenue la RN 14 (actuelle RD 6014) alors que l'ancienne RN 14 est devenue la RD 914.

## Parcours

### De Paris à Saint-Clair-sur-Epte (D 14)

#### De Paris à Cergy (N 14 et D 14)
- Paris (arrive à la Porte de Clignancourt en ayant suivi les boulevards Ornano et Barbès) (km 0)
- Saint-Ouen-sur-Seine (Av. Michelet) (km 1)
- Saint-Denis (Bd. Ornano / boulevard de la Libération / Quai de Seine / Rue de la Briche) (km 5)
- Épinay-sur-Seine (Bd. Foch / Avenue de la République / Av. De Lattre de Tassigny / Av. Joffre (km 8)

Passage de la Seine-Saint-Denis dans le Val-d'Oise où elle prend le nom de RD 14.
- Saint-Gratien (Bd. Foch / Bd. Pasteur) (95) (km 11)
- Sannois (Bd. Maurice Berteaux / Bd. de Gaulle / Bd. Gambetta) (km 14)
- Franconville (Rue de Paris / Rue du Gal. Leclerc) (km 16)
- Montigny-lès-Cormeilles (Bd. Victor Bordier) (km 19)
- Herblay-sur-Seine (Bd. du Havre) (km 20)
- Pierrelaye (Av. du Gal. Leclerc) (km 23)
- Saint-Ouen-l'Aumône (Rue de Paris / Av. Ch. De Gaulle / Rue du Gal. Leclerc) (km 28)
- Pontoise (Rue de l'Hôtel-Dieu / Quai Bûcherel / Av. Gabriel Delarue / Chaussée Jules César) (km 29)
- Osny (Chaussée Jules César) (km 30)
- Cergy (Bd de la Paix) (km 33)

#### De Cergy à Saint-Clair-sur-Epte (D 14)
Depuis 2006, la route nationale 14 est déclassée en RD 14 entre Cergy et Saint-Clair-sur-Epte.
- Cergy
- Puiseux-Pontoise (km 36)
- La Villeneuve-Saint-Martin, commune d'Ableiges (km 42)
- Longuesse (km 43)
- Le Bord-Haut de Vigny, commune de Vigny (km 44)
- Les Tavernes, commune de Cléry-en-Vexin (km 53)
- Magny-en-Vexin (km 58)
- Saint-Gervais (km 63)

Fin de la portion aménagée à 2×2 voies ; la partie Nord de la chaussée passe dans l'Oise pendant quelques hectomètres. Une déviation de La Chapelle-en-Vexin devait être réalisée entre 2011 et 2012, car le flux important de la circulation entraîne souvent des accidents mortels dans la traversée de la ville, mais elle n'a toujours pas été réalisée. Cette déviation aurait dû être reliée à la déviation de Saint-Clair-sur-Epte. À terme, la traversée du Val-d'Oise se ferait en 2×2 voies.
- La Chapelle-en-Vexin (km 66)
- Saint-Clair-sur-Epte (km 71)

La RN 14 franchit l'Epte et entre dans l'Eure où elle prend le nom de RD 6014.

### De Saint-Clair-sur-Epte à Rouen (D 6014)

#### De Saint-Clair-sur-Epte à Fleury-sur-Andelle
- Bordeaux Saint-Clair, commune de Château-sur-Epte (km 72)
- Les Thilliers-en-Vexin (km 78)
- Villers-en-Vexin (km 79)
- Richeville (km 84)
- Suzay (km 85)
- Boisemont (km 87)
- Le Poirier Campigny, communes de Corny et Frenelles, commune de Boisemont (km 89)
- Mussegros, commune d'Écouis (km 91)
- Écouis (km 93)
- Grainville (km 99)
- Fleury-sur-Andelle (km 102)

#### De Fleury-sur-Andelle à Rouen
- Bourg-Beaudouin (km 107)

La RN 14 rentre en Seine-Maritime à la sortie de Bourg-Beaudouin.
- Mesnil-Raoul (km 109)
- Boos (km 115)
- Franqueville-Saint-Pierre (km 117)
- Le Mesnil-Esnard (km 120)
- Bonsecours (km 122)
- Rouen (km 125)

### De Rouen au Havre (D 6015)
De Rouen au Havre, le tracé originel de la RN 14 est devenu la RN 13BIS dans les années 1950, la RN 15 dans les années 1970 et la RD 6015 en 2007.

#### De Rouen à Yvetot
- Rouen (km 125)
- Déville-lès-Rouen
- Maromme
- Saint-Jean-du-Cardonnay
- Petit Melmont, commune de Roumare
- Malzaize, commune de Pissy-Pôville
- Barentin
- Bouville
- Saint-Antoine, commune de Mesnil-Panneville
- Croix-Mare
- Écalles-Alix
- Sainte-Marie-des-Champs
- Yvetot

#### D'Yvetot au Havre
- Yvetot
- La Foulerie, commune de Valliquerville
- Valliquerville
- Alvimare
- Alliquerville, commune de Trouville
- Lanquetot
- Bolbec
- Saint-Eustache-la-Forêt
- Saint-Romain-de-Colbosc
- Saint-Aubin-Routot
- Gainneville
- Gonfreville-l'Orcher
- Harfleur
- Graville-Sainte-Honorine, commune du Havre
- Le Havre

## Voie express
- A15 devient RN 14   à 2 × 2 voies
- 11 Osny : Cergy - Axe Majeur-Horloge, Osny
- 12 Puiseux-Pontoise : Puiseux-Pontoise, Vauréal, Jouy-le-Moutier
- 13 Courdimanche : Cergy - Les Hauts de Cergy, Boissy-l'Aillerie, Courdimanche, Menucourt

La RN 14 devient la RD 14
- : Puiseux-Pontoise, Courcelles-sur-Viosne, Montgeroult (uniquement en sortie en provenance de Paris / en entrée vers Magny-en-Vexin)
- 14 La Villeneuve St Martin : Meulan - Les Mureaux, Ableiges, Courdimanche, Sagy, Marines, Menucourt
- 15 Vigny : Us, Vigny
- 16 Théméricourt : Le Perchay, Théméricourt
- 17 Gadancourt : Gisors, Avernes, Dieppe
- 18 Cléry-en-Vexin : Nucourt, Cléry-en-Vexin
- 19 Magny-en-Vexin - Arthieul : Magny-en-Vexin
- 20 Magny-en-Vexin - est : Magny-en-Vexin - centre, Mantes-la-Jolie
- 21 Magny-en-Vexin - sud : Hodent, Vernon
- 22 Magny-en-Vexin - ouest (RD 983) : Magny-en-Vexin, Saint-Gervais, Gisors, Beauvais

Section : Contournement La Chapelle-en-Vexin (en projet)
- 25 Saint-Clair-sur-Epte : Saint-Clair-sur-Epte
- franchissement de l'Epte

Passage du département du Val-d'Oise au département de l'Eure.
Passage de la région Île-de-France à la région Normandie.

La RD 14 devient RD 6014
- 26 Bordeaux-Saint-Clair : Château-sur-Epte, Guerny